# Louison
Louison is een historisch motorfietsmerk.
Dit was een Franse rijwielfabriek die gevestigd was in Saint-Étienne en vanaf 1932 motorfietsen met een 74 cc Sachs-blokje bouwde, die later gevolgd werden door een 98 cc-model.